# Національна конвергенція
Національна конвергенція (ісп. Convergencia Nacional) — консервативна, християнсько-демократична політична партія у Венесуелі. Заснована 1993 року колишнім президентом Рафаелем Кальдерою. Партія бойкотувала парламентські вибори 2005 року.